# Dorfkirche Marzahne

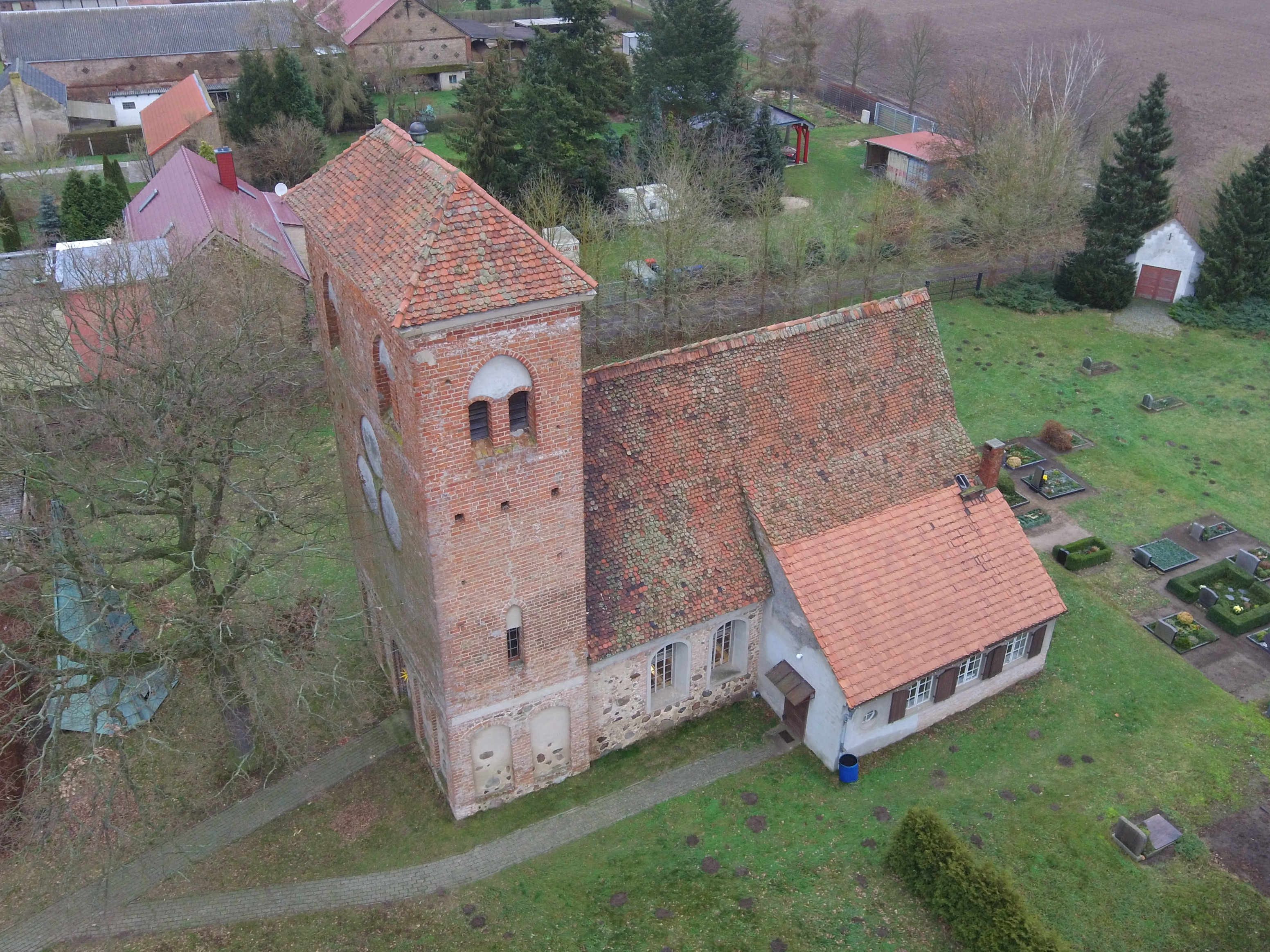
Dorfkirche Marzahne

Die Dorfkirche Marzahne ist eine gotische Saalkirche und liegt im Zentrum Marzahnes, eines heutigen Ortsteils der Stadt Havelsee. Sie trägt keinen Namen.

## Bauwerk

### Baugeschichte

Grundriss der Dorfkirche Marzahne

1186 wurde Marzahne als Marzane erstmals urkundlich erwähnt. In einer Urkunde bestätigte der Bischof des Bistums Brandenburg dem Domkapitel umfangreichen Grundbesitz, zu dem unter anderem die zum Burgward Pritzerbe
gehörende Kapelle Marzahnes gehörte. Die Kapelle war Filialkirche von Hohenferchesar. 1215 schenkte der Ritter Daniel von Mukede dem Brandenburger Domkapitel sechs Hufen Land im Dorf Marzahne „zur Unterhaltung eines ewigen Lichts“ in der Domkirche. Unmittelbar darauf wurde in Marzahne 1217 anstelle der bestehenden Kapelle eine Kirche gebaut. Marzahne blieb jedoch Filiale Hohenferchesars. Aus der Zeit des Kirchbaus im 13. Jahrhundert stammt der Chor der Dorfkirche. Das Kirchenschiff aus Felsstein und der spätgotische Kirchturm aus Backstein wurden wahrscheinlich im 15. Jahrhundert ergänzt. Nachdem die Dorfkirche 1607 ausgebrannt war, wurde der Bereich des mittelalterlichen Chores durch ein verziertes Holzbalkengesims erhöht und mit dem Schiff unter ein gemeinsames und einheitliches Dach gebracht. In der Kirche befindet sich eine Kanzel aus dem Rokoko. Im 18. Jahrhundert wurden die Fenster des Kirchenschiffs baulich verändert. Sie wurden korbbogig vergrößert. 1831 setzte man dem Kirchturm ein Walmdach auf, welches mit einem Dachreiter versehen war. 1953 wurde Schiff und Chor an der Südseite ein Gemeinderaum angebaut. Der Dachreiter musste 1996 aufgrund Einsturzgefahr abgenommen werden und befindet sich heute im Hof der Kirche. Die Bleiverglasungen im Altarraum und hinter dem Kanzelaltar wurden nach Entwürfen von Hans-Joachim Burgert gefertigt.
Im September 2020 stürzten einige Teile des Dachgesimses herab, woraufhin der Bereich um den Kirchturm abgesperrt werden musste. Da hiervon auch das Westportal betroffen war, musste die Kirche vorübergehend geschlossen werden. Mit Hilfe einer Hubbühne könnte die Freiwillige Feuerwehr bereits im Oktober 2020 eine Notsicherung vornehmen und weitere lose Mauerwerksteile entfernen. Die Kirchengemeinde plant im Jahr 2025 Sicherungs- und Instandsetzungsarbeiten am Kirchturm. Dabei sollen die Vertikalrisse im Turmmauerwerk saniert und das Turmgesims denkmalgerecht erneuert werden. Die Gesamtkosten werden auf 150.000 Euro geschätzt.

### Bauabmessungen

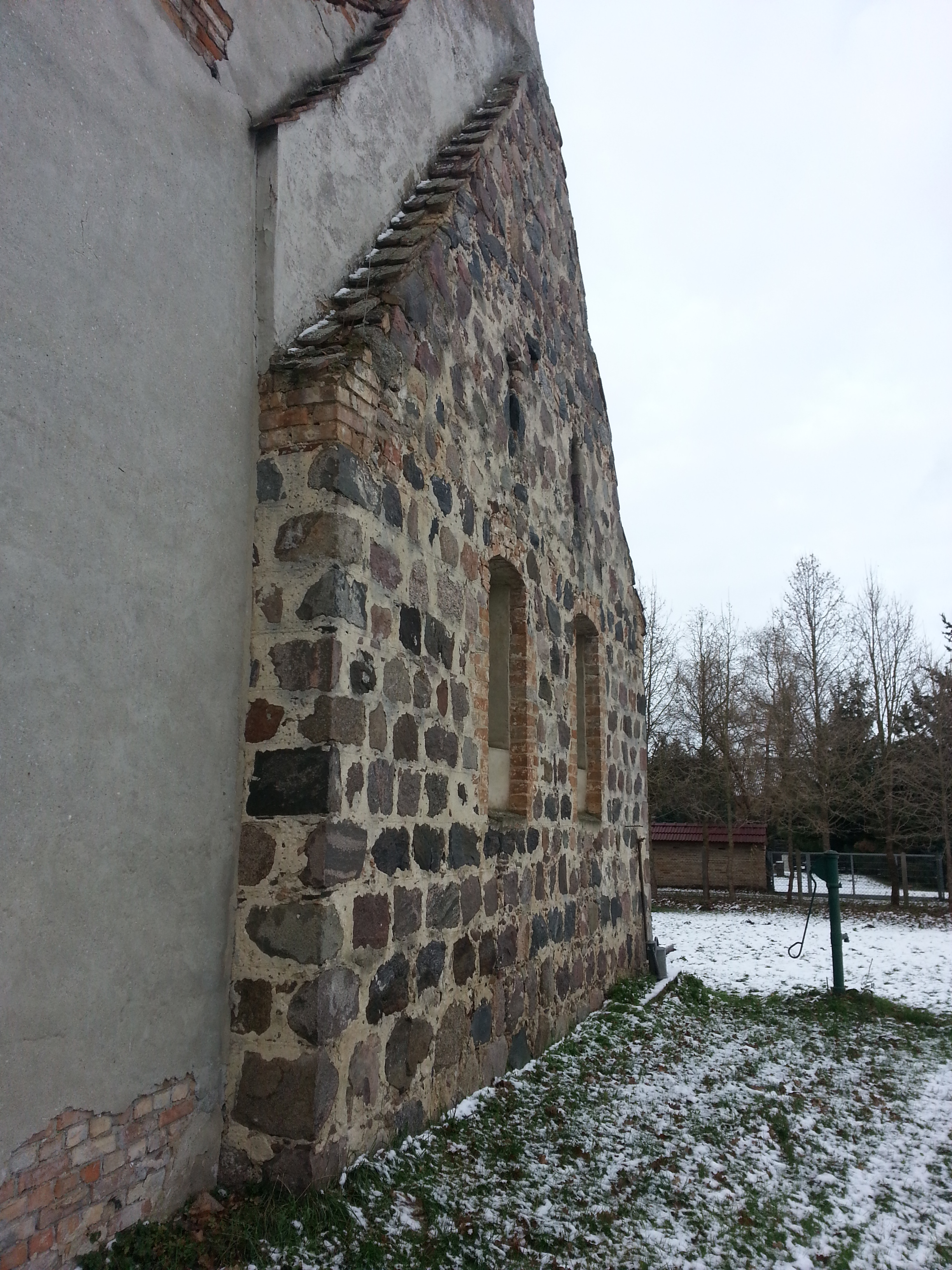
Der alte Ostgiebel des Chores

Die Marzahner Dorfkirche besteht aus einem 8,60 Meter breiten und 7,00 Meter langen Schiff, einem gegenüber dem Schiff leicht eingezogenen Rechteckchor in den Abmaßen 9,15 Meter Länge und 7,65 Meter Breite und dem Westturm von 4,25 Meter Länge und 9,20 Meter Breite, womit der gegenüber der Schiffsbreite vortritt. Wie schon von außen ersichtlich stammen der Chor, das Schiff und der Turm aus unterschiedlichen Bauabschnitten. An der Südseite des Chores wurde weiterhin im 20. Jahrhundert ein Gemeinderaum angebaut, der auch als Sakristei dient.

### Außenausstattung

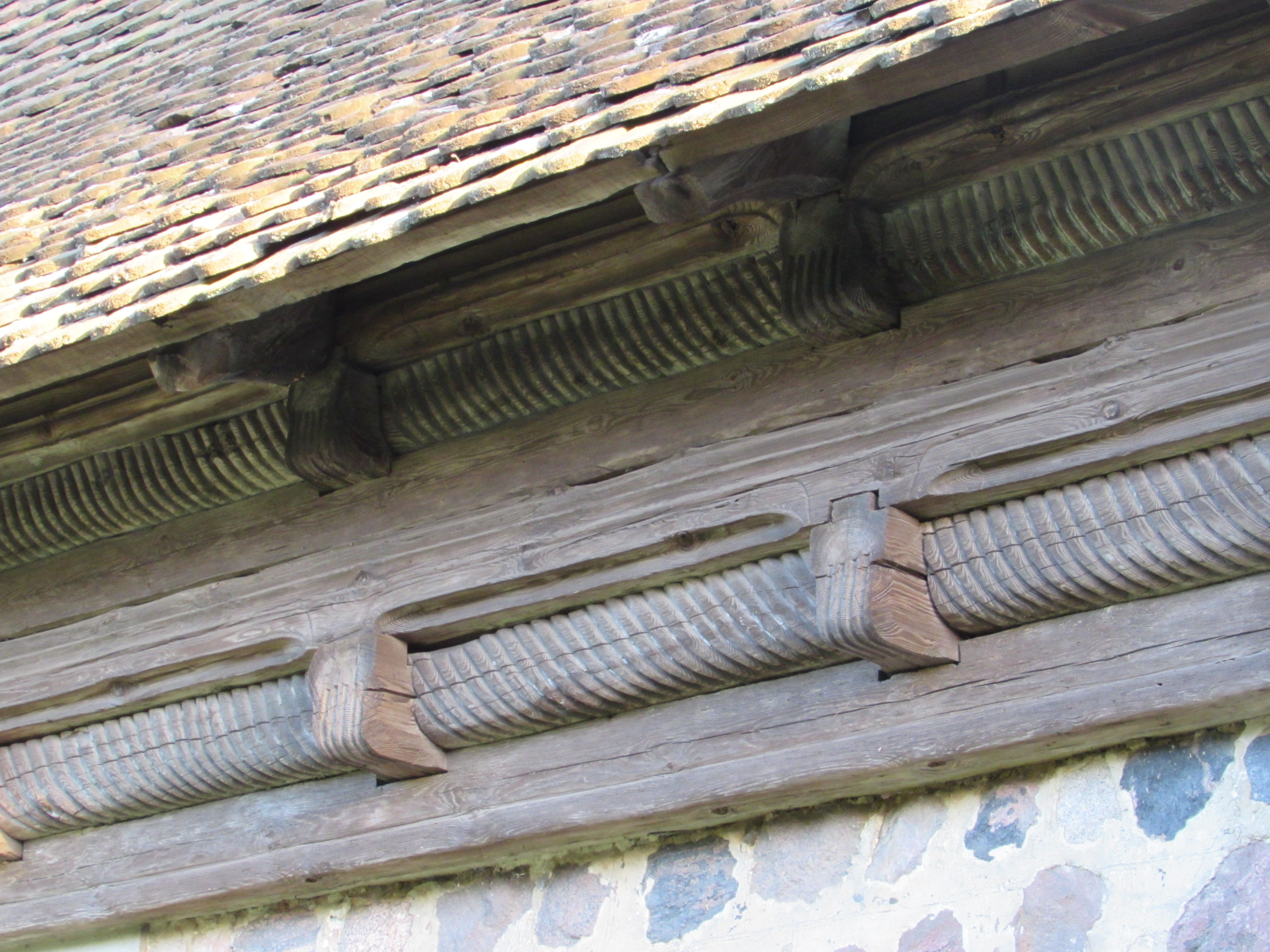
Profiliertes Holzbalkengesims auf Nordseite

Das Kirchenschiff und der Chor wurden überwiegend aus Feldsteinen errichtet, während der Turm zum überwiegenden Teil aus Backsteinen gemauert wurde, wobei einzelne Feldsteine eingebaut wurden. Die über die Chorbreite ragenden östlichen Ecken des Schiffes wurden ebenfalls aus Ziegeln gemauert. Die Feldsteine, aus denen der Chor errichtet wurde, stellen sich lagig verlegt und grob gequadert dar, wohingegen das Schiff eher unregelmäßig gemauert wurde und viel Ziegelbruch enthält. Der südliche Anbau liegt weitgehend unter Putz, wurde aber wahrscheinlich vollständig mit Ziegeln errichtet. Die Ziegel, mit denen der Turm gemauert wurde, haben das Format 28 × 14 × 8,5 bis 9 Zentimeter. Der Westturm scheint einmal verputzt gewesen zu sein. Der nach dem Brand 1607 erhöhte Giebel des Chores wurde verputzt, sodass das Mauerwerk nicht sichtbar ist. Gegenüber dem ursprünglichen Giebel ist er etwas nach innen gezogen und abgesetzt. Am ursprünglichen Ostgiebel des Kirchenschiffes, der höher als der des Chores lag, erkennt man ein unregelmäßiges mit Feldsteinen errichtetes Mauerwerk. An der Nordseite sichtbar wurde die Traufe des Chores durch ein breites Holzbalkengesims mit Schiffskieldekor auf gleiche Höhe mit dem Schiff gebracht. Unter der Traufe des Kirchenschiffs sieht man einen schmalen Putzstreifen, der auch um den Turm verläuft. Am Kirchenschiff und Chor erkennt man noch Reste eines steinsichtigen Putzes mit sogenannter Doppelfugenritzung.

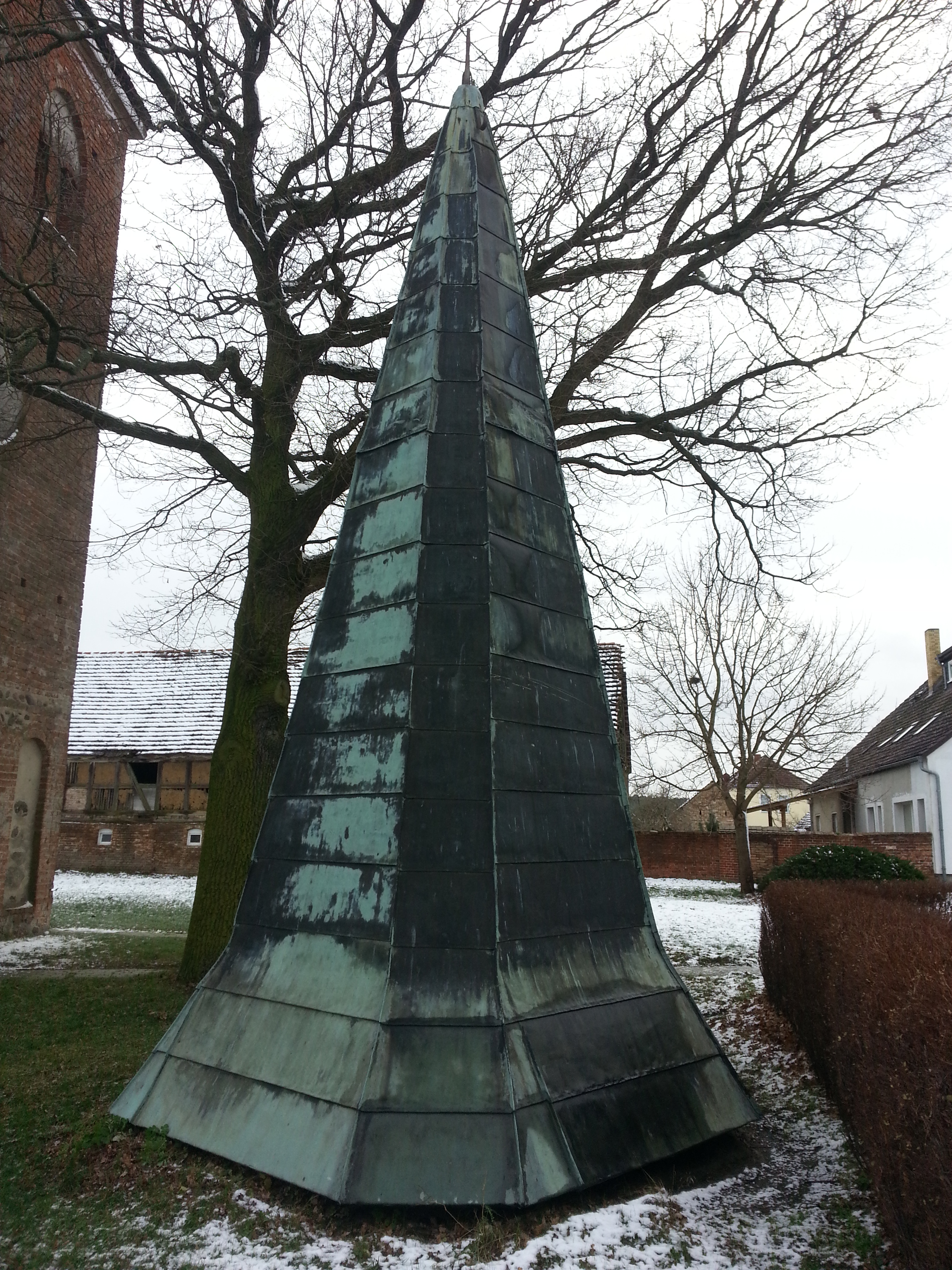
Turmhelm des Dachreiters im Kirchhof

Das spitzbogige Westportal zeigt ein profiliertes Gewände aus Birnstabrippen. Im Anbau aus den 1950er Jahren befindet sich eine rechteckige Tür. Der Durchgang vom Gemeinderaum zum Chor dürfte vor dem Bau vermutlich das ursprüngliche Priesterportal gewesen sein. Der Anbau verfügt nach Süden über vier Fenster, drei Segmentbogenfenster mit Läden und ein Rundfenster. Zwei weitere Segmentbogenfenster befinden sich in der Ostwand des Chores, wobei die unteren 40 Zentimeter zugesetzt wurden. Über diesen sind zwei Schlitzfenster eingebracht. Auf der Nordseite befinden sich im Mauerwerk des Chores zwei unterschiedlich große, rechteckige Fenster, wobei das kleinere östliche nahezu quadratisch, während das westlichere hochrechteckig eingearbeitet wurde. Neben dem größeren Fenster erkennt man noch das Ziegelgewände eines älteren, vermauerten Fensters. Der Bogen dieses ist nicht erhalten. Im Kirchenschiff wurden auf der Nordseite zwei Korbbogenfenster eingearbeitet. Um diese finden sich wie um die nördlichen Rechteckfenster im Chor Faschen. In den Seitenwänden des Turmes befinden sich im ersten Geschoss jeweils schmale Spitzbogenfenster, die im oberen Teil zugesetzt wurden. Unterhalb der Fenster wurden jeweils zwei etwa zehn Zentimeter tiefe Blenden eingearbeitet. Neben dem Westportal befinden sich ebenfalls jeweils rechts und links zwei Blenden. Weiterhin zeigen sich auf der Westseite drei große Rundblenden zwischen Portal und Glockengeschoss. Im Glockengeschoss befinden sich jeweils zwei gekuppelte Schallöffnungen in Form von Segmentbögen unter einem großen Spitzbogen in der West- und in der Ostwand und jeweils eine derartige gekuppelte Schallöffnung auf der Nord- und der Südseite des Turms. Auf dem Turmdach sitzt seit 1996, nachdem der Dachreiter abgenommen werden musste, ein Aufsatz mit Turmkugel und Windfahne. An der Ostwand des Turmes kann man heute noch den Ansatz eines ursprünglich höheren und steileren Schiffsdaches erkennen. Heute besitzt er ein queres Walmdach. Seit dem Umbau nach dem Brand 1607 befinden sich das Kirchenschiff und der Chor unter einem einheitlichen Satteldach. Der später errichtete Anbau besitzt ein Pultdach, welches im Dach Satteldach des Schiffs und des Chores ausläuft. Auf das Pultdach wurde am östlichen Giebel ein Schornstein gemauert.

## Innenausstattung
Die Kirche hat in ihrem Inneren einen Kanzelaltar. Die Kanzel wurde 1772 vom Brandenburger Domtischler Binterim und dem Domzimmermeister Herzer im Stil des Rokoko errichtet. Weitere Auffälligkeiten sind eine Holzbalkendecke, eine Chor- und eine hufeisenförmige West-, Süd- und Nordempore. Auf der Westempore befindet sich eine Orgel aus dem Jahr 1831. Ein silbervergoldeter Kelch aus dem Jahre 1699 stellt den größten Schatz der Kirche dar.

## Kirchengelände
Die Kirche liegt im Zentrum Marzahnes an der Marzahner Straße. Das Gelände der Kirche wird um den Chor noch heute als Friedhof genutzt. Auf dem Grundstück vor den Westportal lagert der Dachreiter mit offener Laterne und Spitzhelm, der 1996 vom Walmdach der Kirche abgenommen wurde.

## Galerie

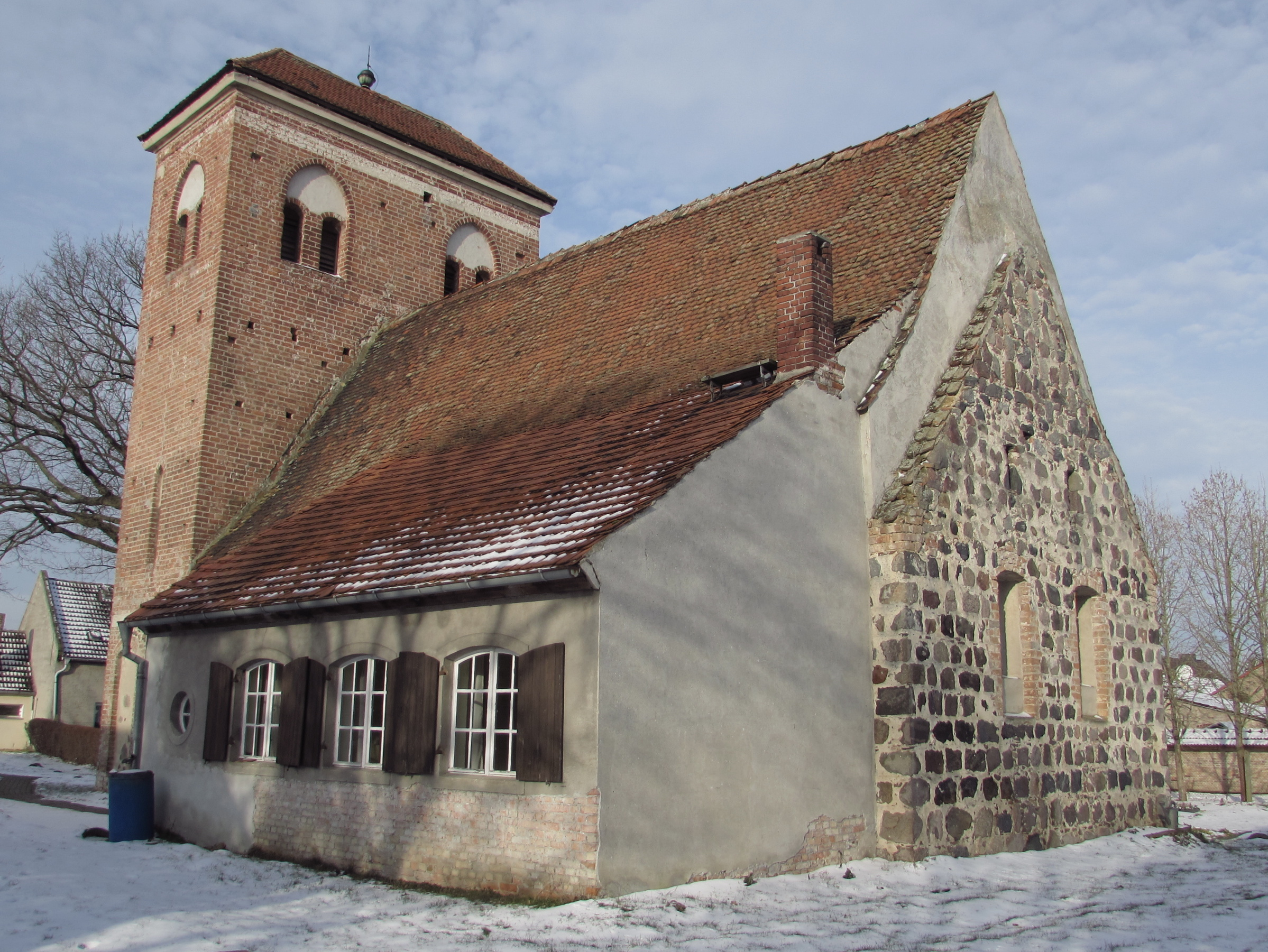
Dorfkirche Marzahnes von Südosten
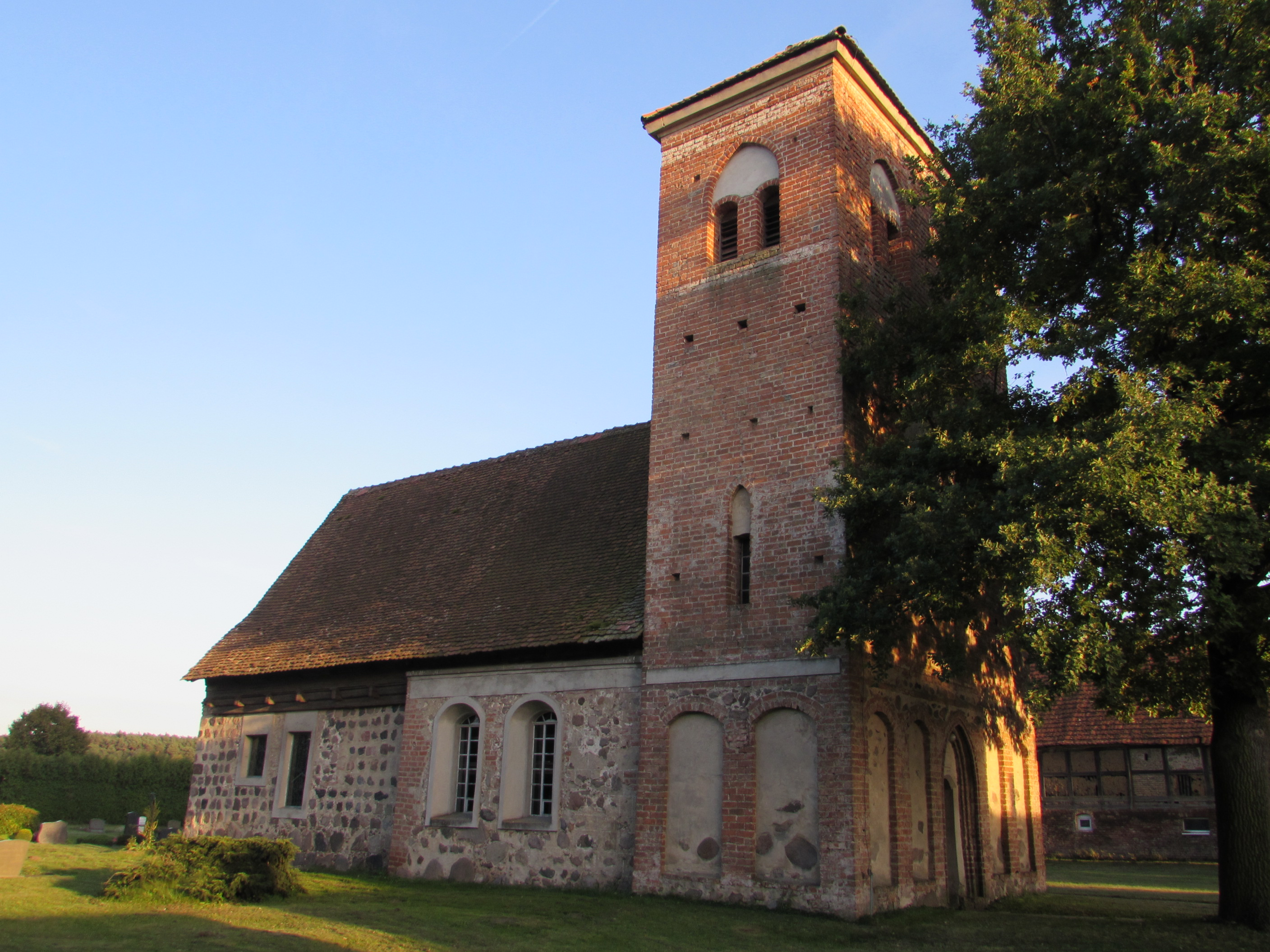
Dorfkirche Marzahnes von Nordwesten
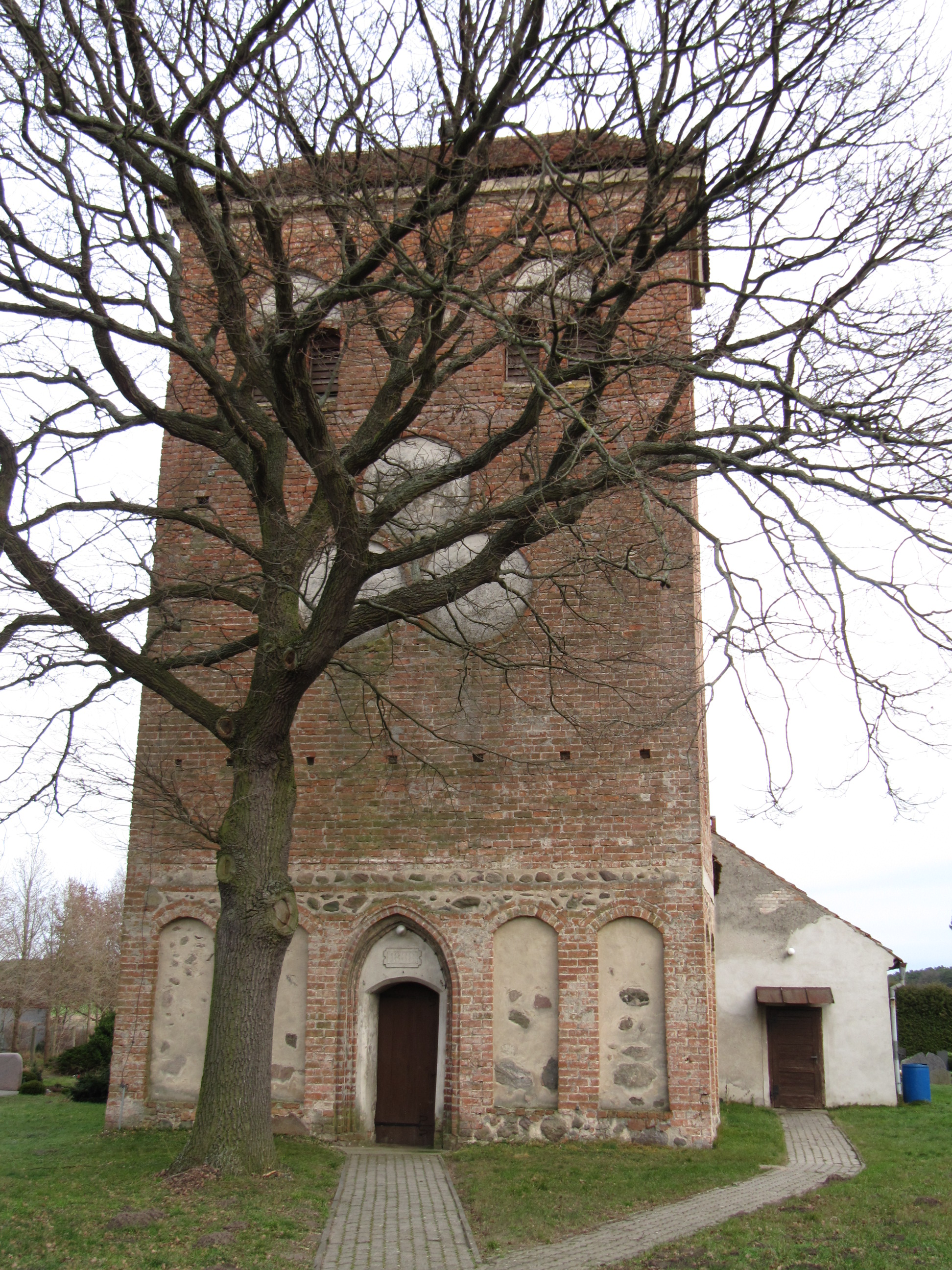
Der Kirchturm und das Westportal
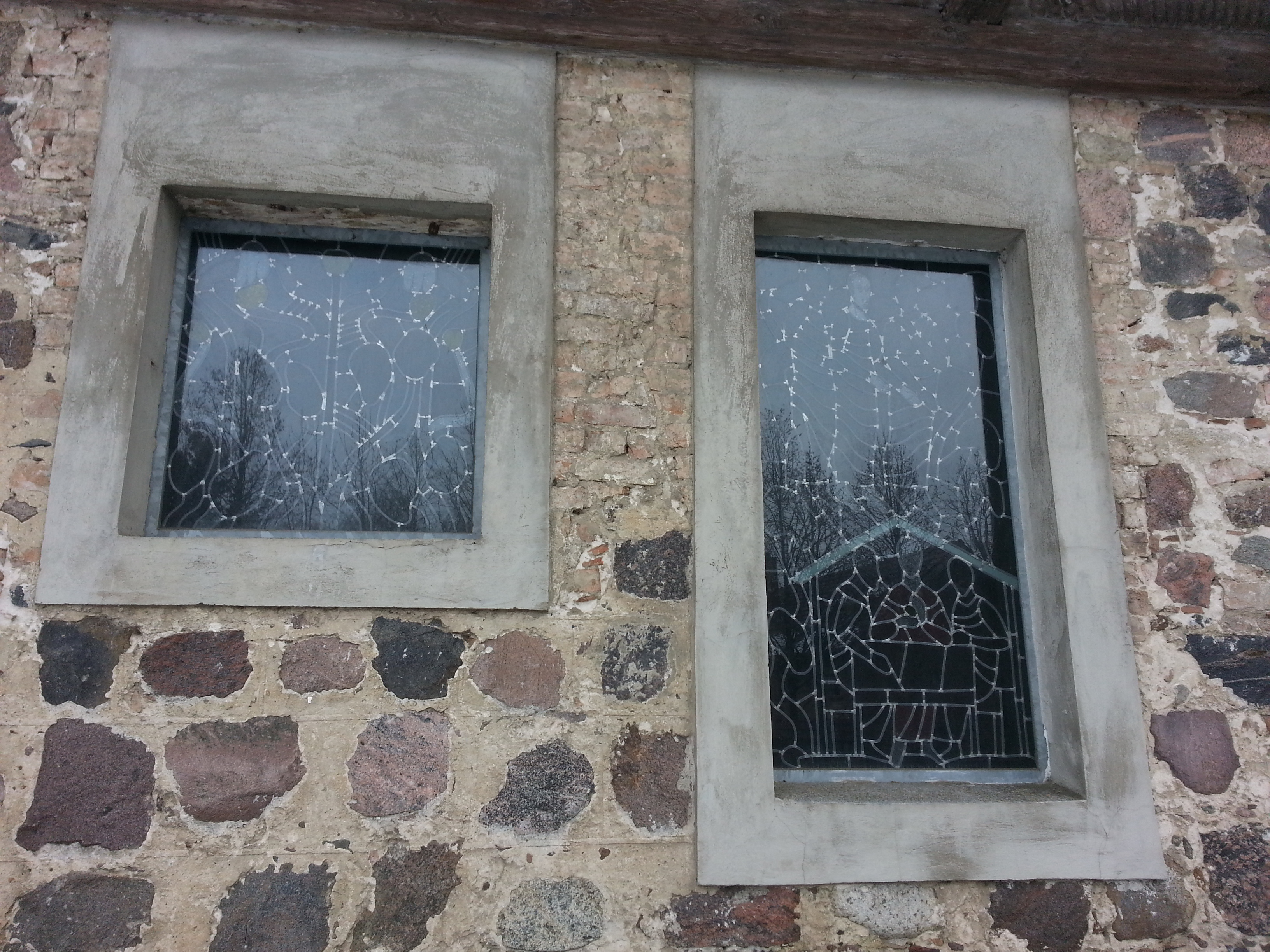
Bleiverglasungen in den Nordseitenfenstern des Chores
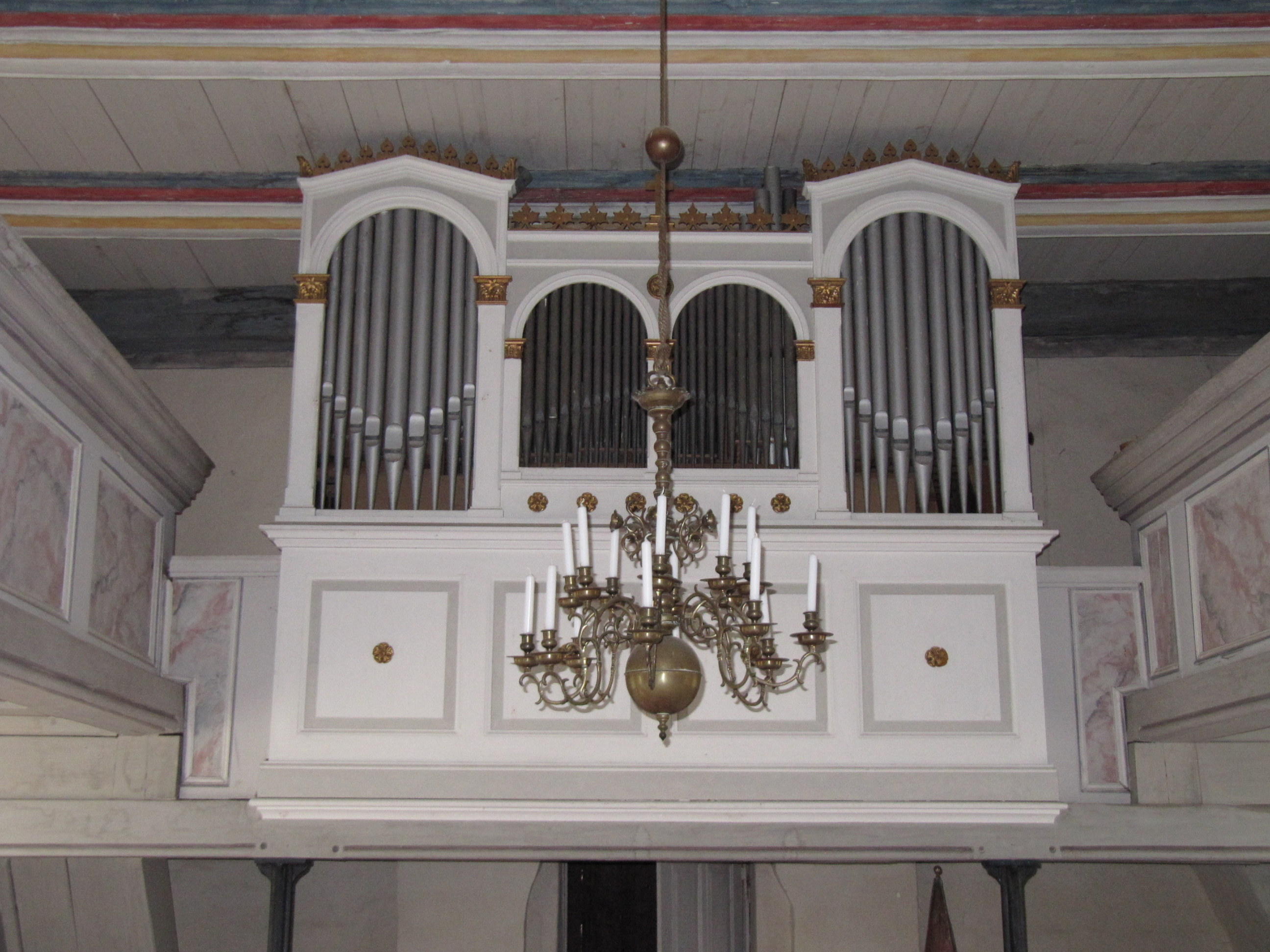
Die Orgel
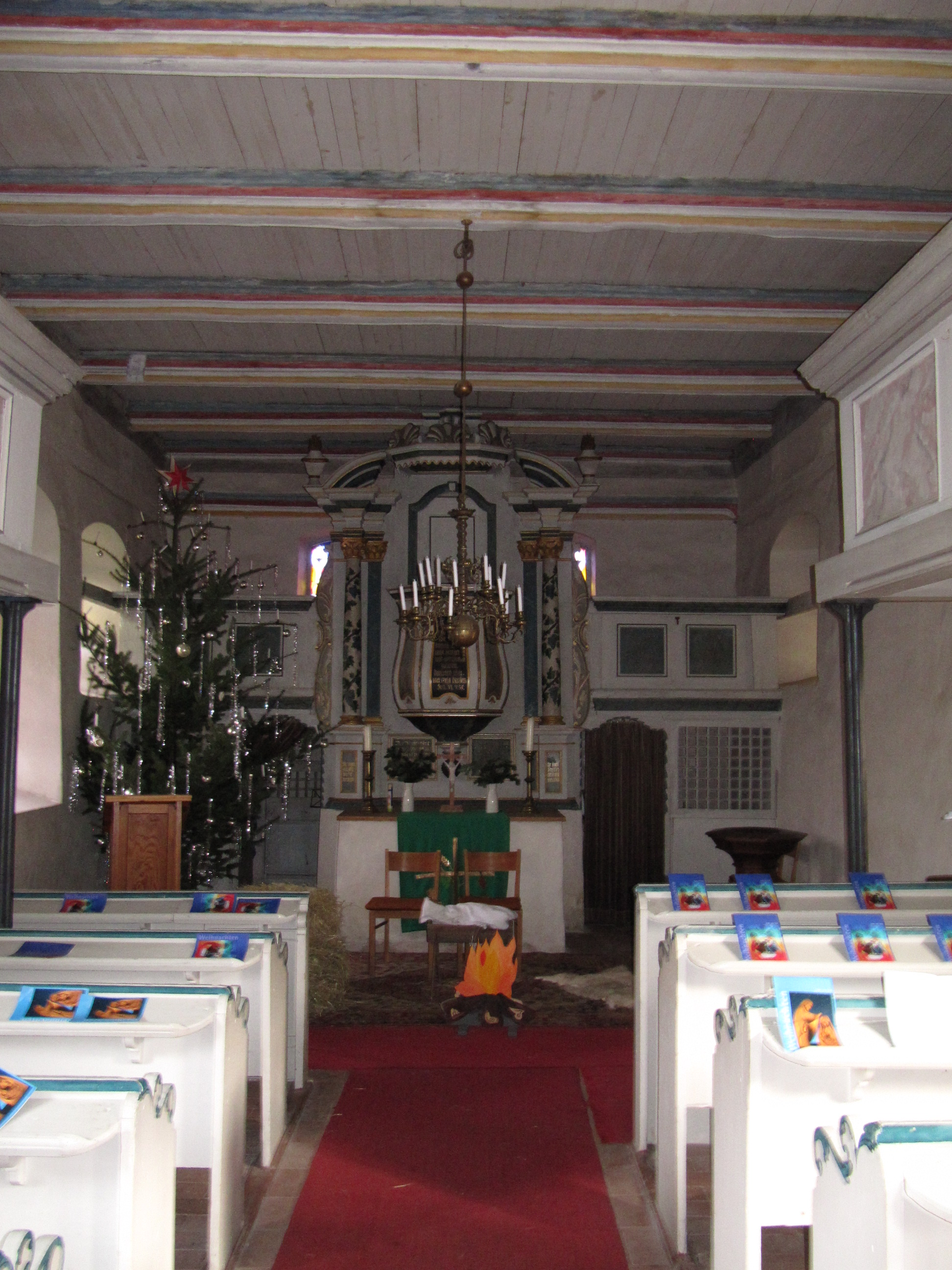
Kanzelaltar